# Ludvig Arvidsson
Ludvig Arvidsson, född den 17 maj 2008, är en svensk fotbollsspelare som spelar för Halmstads BK. Han är son till den tidigare fotbollsspelaren Magnus Arvidsson. 

## Klubbkarriär
Ludvig Arvidsson startade sin karriär i Förslövs IF innan han som ungdomsspelare gick till Halmstads BK:s P14-lag 2022. Under sin tid i akademin har han bland annat vunnit Gothia Cup samt representerat pojklandslaget. Den 2 januari 2025 skrev han på ett lärlingskontrakt med Halmstads BK A-lag. Debuten för Halmstads BK A-lag kom den 16 februari 2025, då 16 år gammal, när han blev inbytt i den 62:a minuten mot Gefle IF i Svenska cupen .